# Liste des auteurs de Spirou et Fantasio
Cette page liste tous les scénaristes et dessinateurs ayant été un des auteurs officiels des Aventures de Spirou et Fantasio. Ils sont listés dans l'ordre chronologique du début de leur collaboration à la série.

## Auteurs complets
- Rob-Vel (1909-1991), créateur de la série, auteur complet de 1938 à 1943. Il est surtout connu pour avoir créé les personnages de Spirou et son écureuil Spip apparu en 1939. Rob-Vel est assisté dans sa tâche par sa femme Blanche Dumoulin pour les textes et par le peintre Luc Lafnet, véritable dessinateur de Spirou d'avril 1938 à mars 1939[1]. Le déclenchement de la Seconde Guerre mondiale rend difficile les communications entre Rob-Vel, mobilisé, et les éditions Dupuis. Luc Lafnet décédé d'un cancer, c'est Blanche Dumoulin qui travaille sur les crayonnés et scénarios que Rob-Vel envoie du front pour que le rythme de publication d'une planche par semaine soit respecté. Aidée par le dessinateur Van Straelen, elle accentue fortement le côté réaliste de la série, jusqu'à l'interruption de l'hebdomadaire à l’été 1940. Blessé puis fait prisonnier, Rob-Vel est injoignable lorsque le Journal de Spirou paraît de nouveau : c'est Jijé qui s'occupe de la série jusqu'en mars 1941. À cette date, Rob-Vel reprend les rênes de son personnage et enchaîne les péripéties qui évoluent fortement vers la fantaisie et la science-fiction avec Spirou sur la planète Zigomus. Après l'interdiction de publication qui frappe le Journal de Spirou en 1943, Rob-Vel se décide à vendre son personnage aux éditions Dupuis qui confient à Jijé la charge de prendre de nouveau la relève. Ses histoires ne sont pas parues en albums, mais ont été réunies en 2013 dans une édition intégrale des Éditions Dupuis.

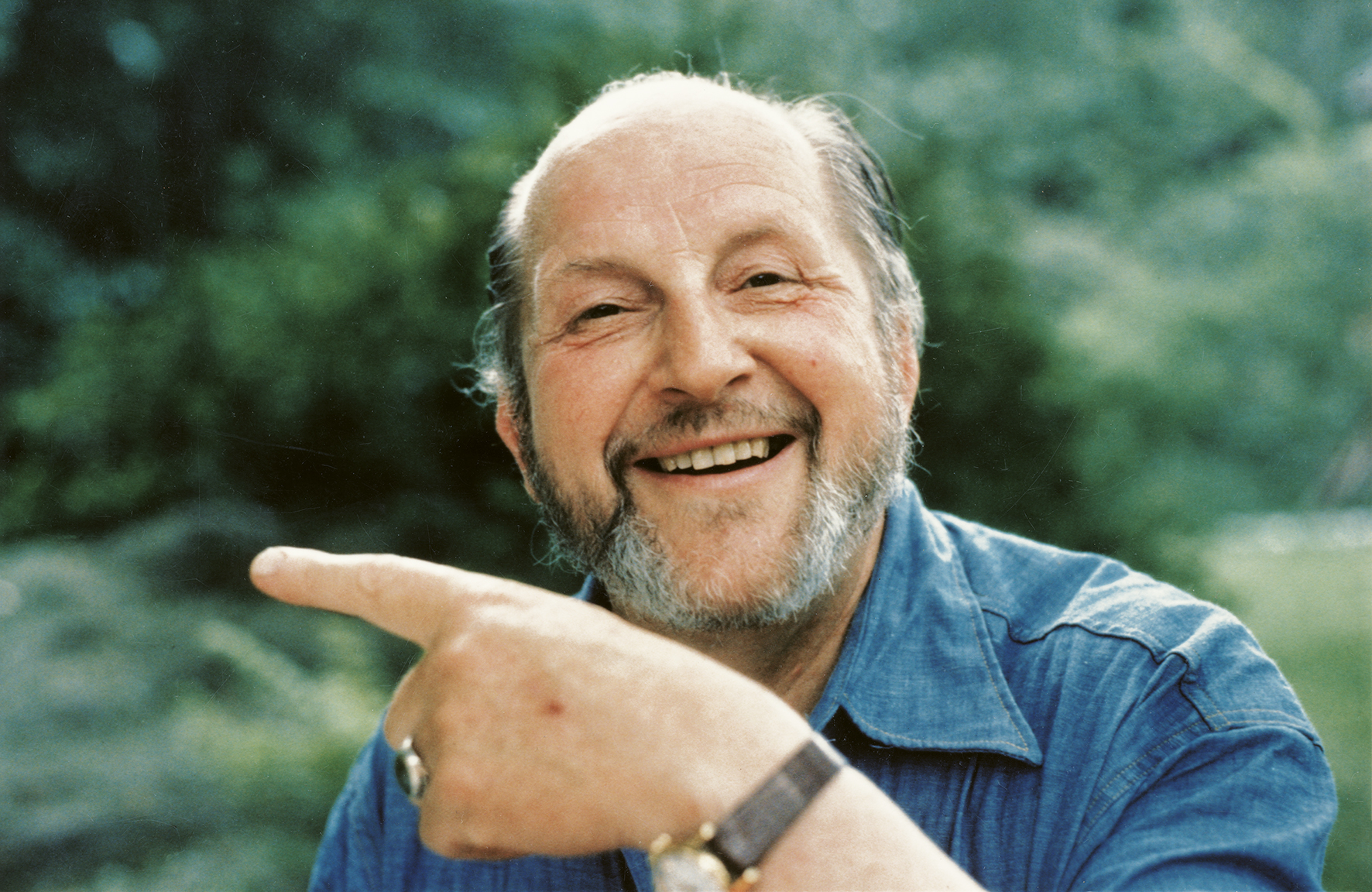
Jijé en 1975

- Jijé (1914-1980), repreneur de la série après Rob-Vel, de 1943 à 1946. Il a intégré le personnage de Fantasio dès 1943 dans les histoires de Spirou, personnage créé par Jean Doisy dans le journal de Spirou en 1939. Les histoires de Jijé antérieures à Franquin sont parues dans des albums spéciaux, indépendants de la série. Toutefois, Jijé fait paraitre deux nouvelles histoires Comme une mouche au plafond et Spirou et les hommes-grenouilles, remplaçant Franquin touché par le décès de sa mère en 1951[2]. Les deux histoires ont été intégrées dans le 3e tome de la série.

Franquin vers 1950.

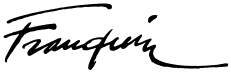
Signature de Franquin, auteur de la série de 1946 à 1969.

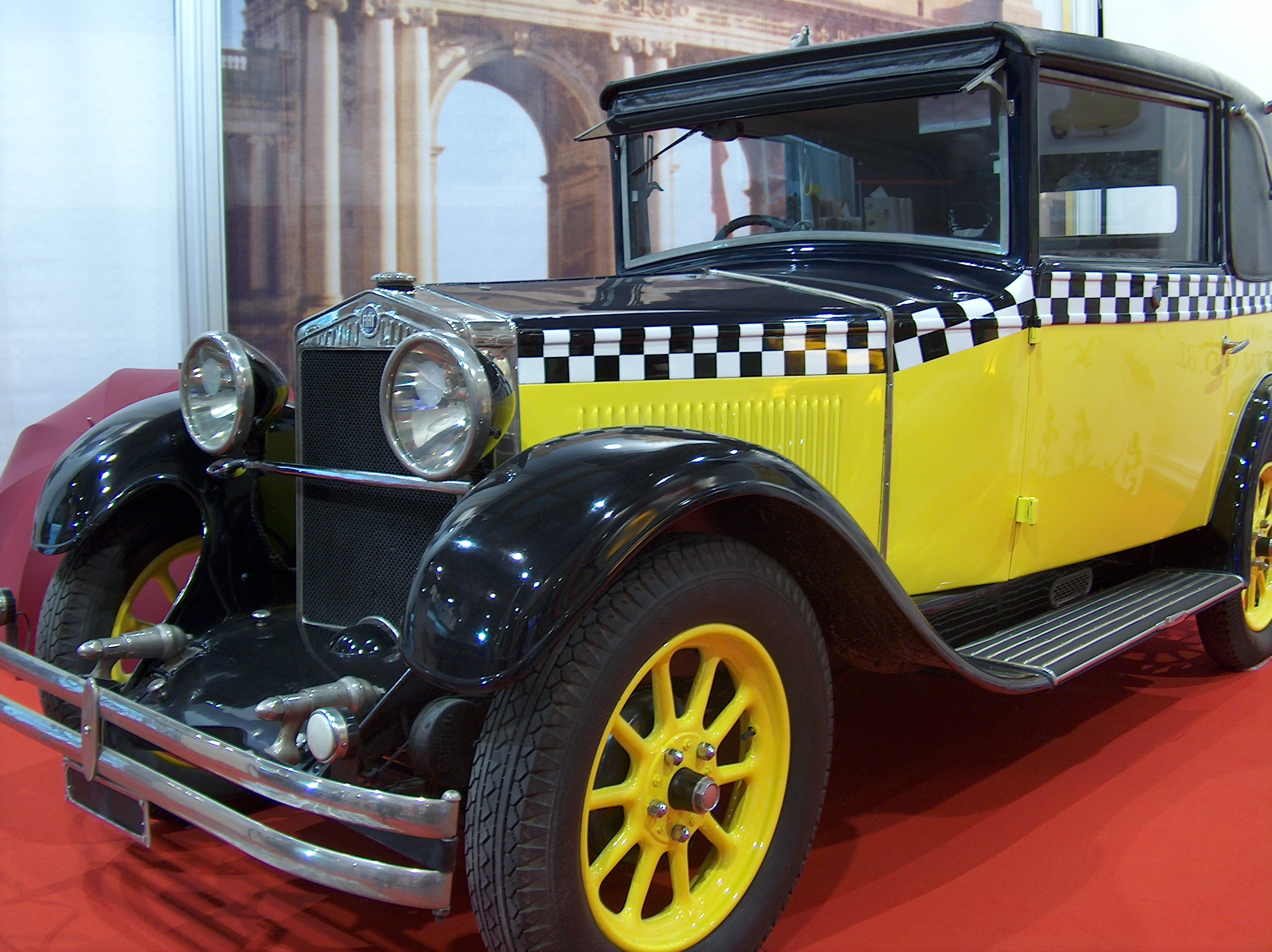
Franquin a créé dans Spirou et Fantasio certains personnages ayant connu ensuite leur propre carrière dans la BD, tels que le Marsupilami et Gaston Lagaffe.

- André Franquin (1924-1997), reprend la série au premier trimestre 1946 [3], à une époque où il n’a pas encore d’expérience de la BD[4], en dessinant Fantasio et son tank[4] qui sera publiée en 1947 dans l'Almanach Spirou, recueil de diverses bandes dessinées d'auteurs de l'équipe Dupuis. Il est parfois considéré comme le second père de la série, car c'est lui qui a imaginé la quasi-totalité de l'univers du petit groom : les personnages (le Comte de Champignac, Seccotine, Zorglub, le Marsupilami, Zantafio, ...), le lieu principal (Champignac-en-Cambrousse) et d'autres éléments cultes de la série. C'est également l'auteur qui sera resté le plus longtemps aux manettes de Spirou et Fantasio : plus de vingt ans. Profondément fatigué par cette série, qu'il a pourtant élevée au rang de principale concurrente des Aventures de Tintin, il l'abandonne en 1969 afin de se consacrer à des projets plus personnels, tels que Gaston Lagaffe, Les Idées noires ou Marsupilami.

1. 4 aventures de Spirou et Fantasio (1948-1949)
2. Il y a un sorcier à Champignac (1950), scénario de André Franquin et Jean Darc
3. Les Chapeaux noirs (1950), scénario et dessins de André Franquin et Jijé
4. Spirou et les Héritiers (1951)
5. Les Voleurs du marsupilami (1952)
6. La Corne de rhinocéros (1952)
7. Le Dictateur et le Champignon (1953), scénario de André Franquin et Maurice Rosy
8. La Mauvaise Tête (1954)
9. Le Repaire de la murène (1954)
10. Les Pirates du silence (1955), scénario de Maurice Rosy, dessins de André Franquin et Will
11. Le gorille a bonne mine (1956)
12. Le Nid des marsupilamis (1956)
13. Le Voyageur du Mésozoïque (1957)
14. Le Prisonnier du Bouddha (1958), scénario de Michel Greg, dessins de André Franquin et Jidéhem
15. Z comme Zorglub (1959), scénario de André Franquin et Michel Greg, dessins de André Franquin et Jidéhem
16. L'Ombre du Z (1960), scénario de Michel Greg, dessins de André Franquin et Jidéhem
17. Spirou et les hommes-bulles (1958), scénario et dessins de André Franquin et Jean Roba
18. QRN sur Bretzelburg (1961), scénario de André Franquin et Michel Greg, dessins de André Franquin
19. Panade à Champignac (1965-1967), scénario de André Franquin, Peyo et Gos, dessins de André Franquin et Jidéhem
20. Le Faiseur d'or (1969), scénario de Jean-Claude Fournier, dessins de Jean-Claude Fournier et André Franquin
24. Tembo Tabou (1959), scénario de André Franquin et Michel Greg, dessins de André Franquin et Jean Roba

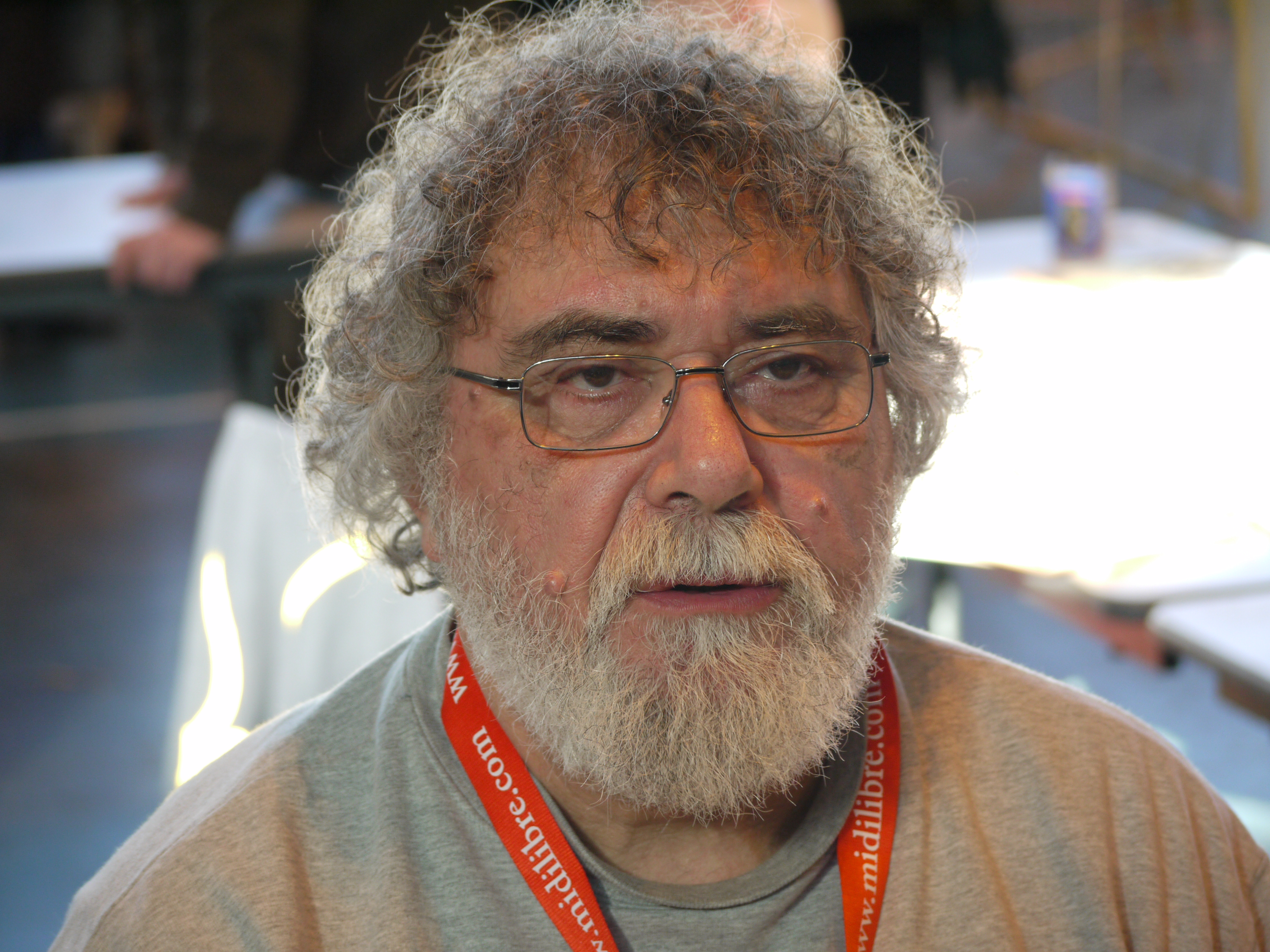
Fournier en 2010.

- Jean-Claude Fournier (né en 1943), repreneur de la série à la suite de l'abandon de André Franquin en 1969. Pendant une dizaine d'années, il modernisera l'univers de Spirou tout en lui donnant une dimension engagée (sur le nucléaire, l'écologie, les dictatures, ...) absentes jusqu'ici. La série lui est retirée par Dupuis en 1980.

20. Le Faiseur d'or (1969), scénario de Jean-Claude Fournier, dessins de Jean-Claude Fournier et André Franquin
21. Du glucose pour Noémie (1971)
22. L'Abbaye truquée (1971)
23. Tora Torapa (1972)
25. Le Gri-gri du Niokolo-Koba (1973)
26. Du cidre pour les étoiles (1975)
27. L'Ankou (1976)
28. Kodo le tyran (1978)
29. Des haricots partout (1979)

## Duos d'auteurs

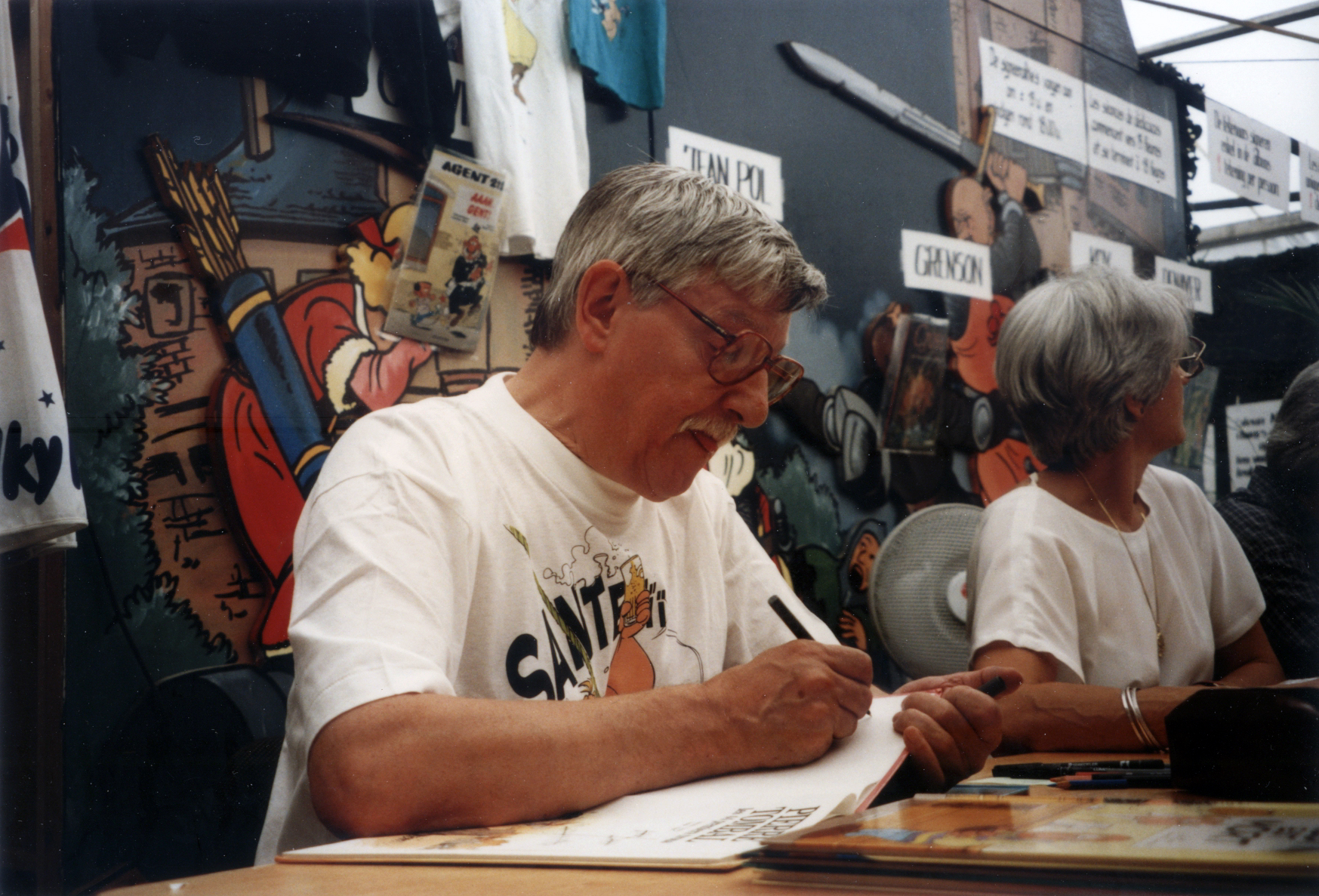
Raoul Cauvin en 1995

- Raoul Cauvin (1938-2021) et Nic Broca (1932-1993), repreneurs de la série en 1981. Bien que très apprécié au journal pour ses nombreuses réussites (parmi les plus fameuses, on peut citer Les Tuniques bleues et Cédric), la reprise de Spirou par Cauvin fut un échec, à cause des conditions qu'on lui imposa et de l'acharnement d'une certaine partie de la rédaction contre le duo Cauvin/Broca, ainsi que la guerre interne qui secouait la rédaction de Spirou pour la reprise de la série. Leur contrat incluait la parution de 3 albums[5].

30. La Ceinture du grand froid (1981)
31. La Boîte noire (1982)
32. Les Faiseurs de silence (1983)

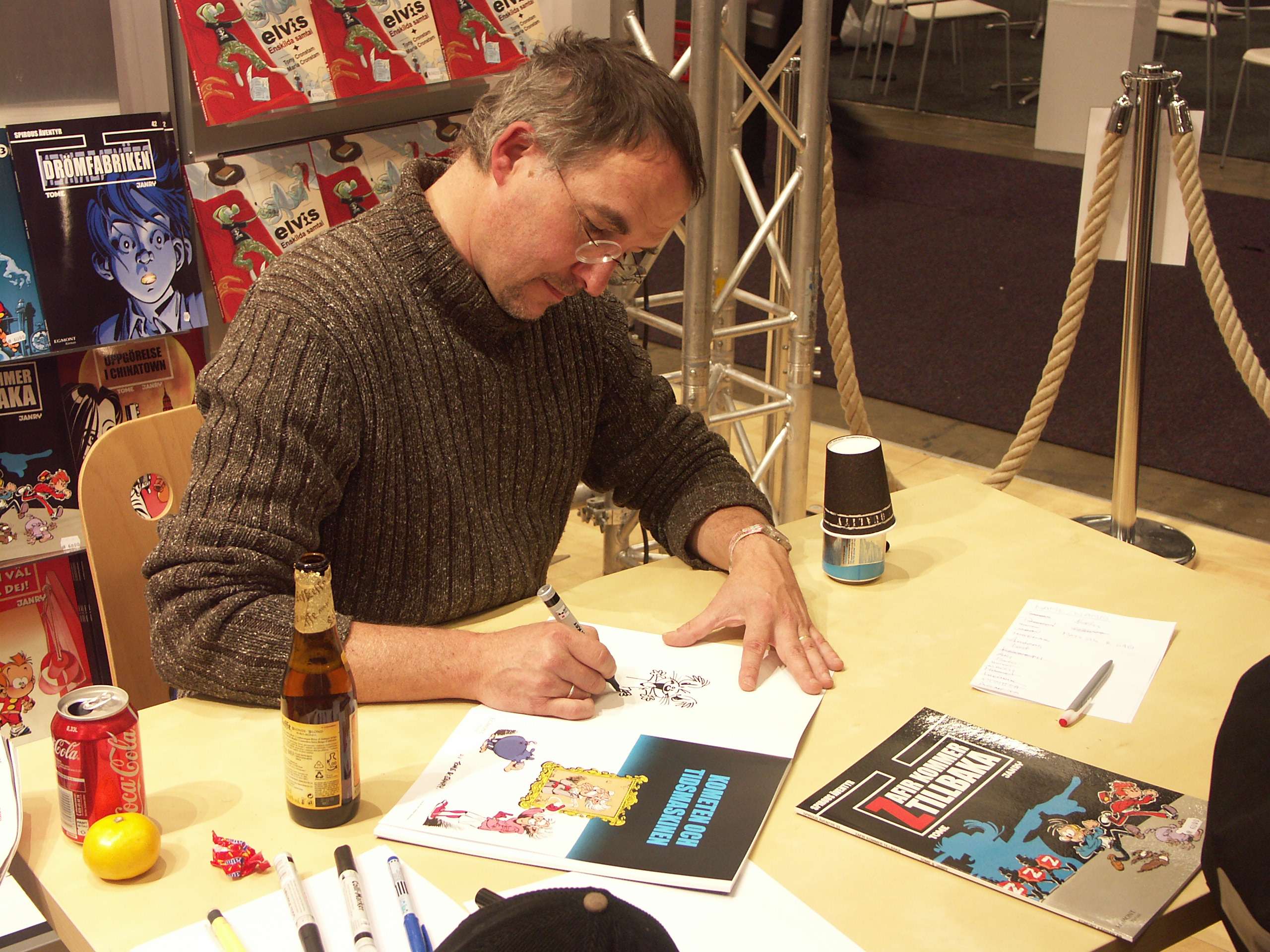
Janry en 2008.

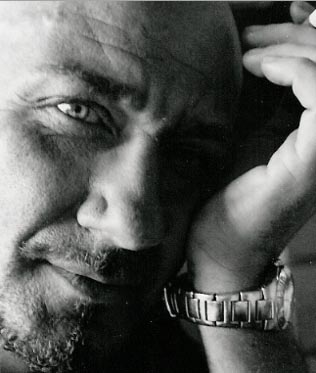
Photo de Tome, coauteur avec Janry de la série durant quatorze ans.

- Philippe Tome (1957-2019) et Janry (né en 1957), repreneurs de la série de 1984 à 1998. Ils modernisent la série à fond, n'hésitant pas à recourir à des allusions sexuelles et des thèmes parfois sombres. Sous leur reprise, la série connaît un succès critique et commercial sans précédent depuis le retrait de Franquin. Ils créent également une série dérivée, Le Petit Spirou qui imagine la jeunesse du héros, même s'il semblerait que les deux personnages ne soient pas vraiment les mêmes. Ils tentent finalement une rupture avec les albums d'origine dans Machine qui rêve, dont le scénario extrêmement sombre et les graphismes très adultes choquent le public. Dégoûtés par l'accueil qui est fait à cet album, Tome et Janry décident d'abandonner la série.

33. Virus (1982)
34. Aventure en Australie (1983)
35. Qui arrêtera Cyanure ? (1984)
36. L'Horloger de la comète (1985)
37. Le Réveil du Z (1986)
38. La Jeunesse de Spirou (1987)
39. Spirou à New York (1987)
40. La Frousse aux trousses (1988)
41. La Vallée des bannis (1989)
42. Spirou à Moscou (1990)
43. Vito la Déveine (1991)
44. Le Rayon noir (1992)
45. Luna fatale (1995)
46. Machine qui rêve (1998)

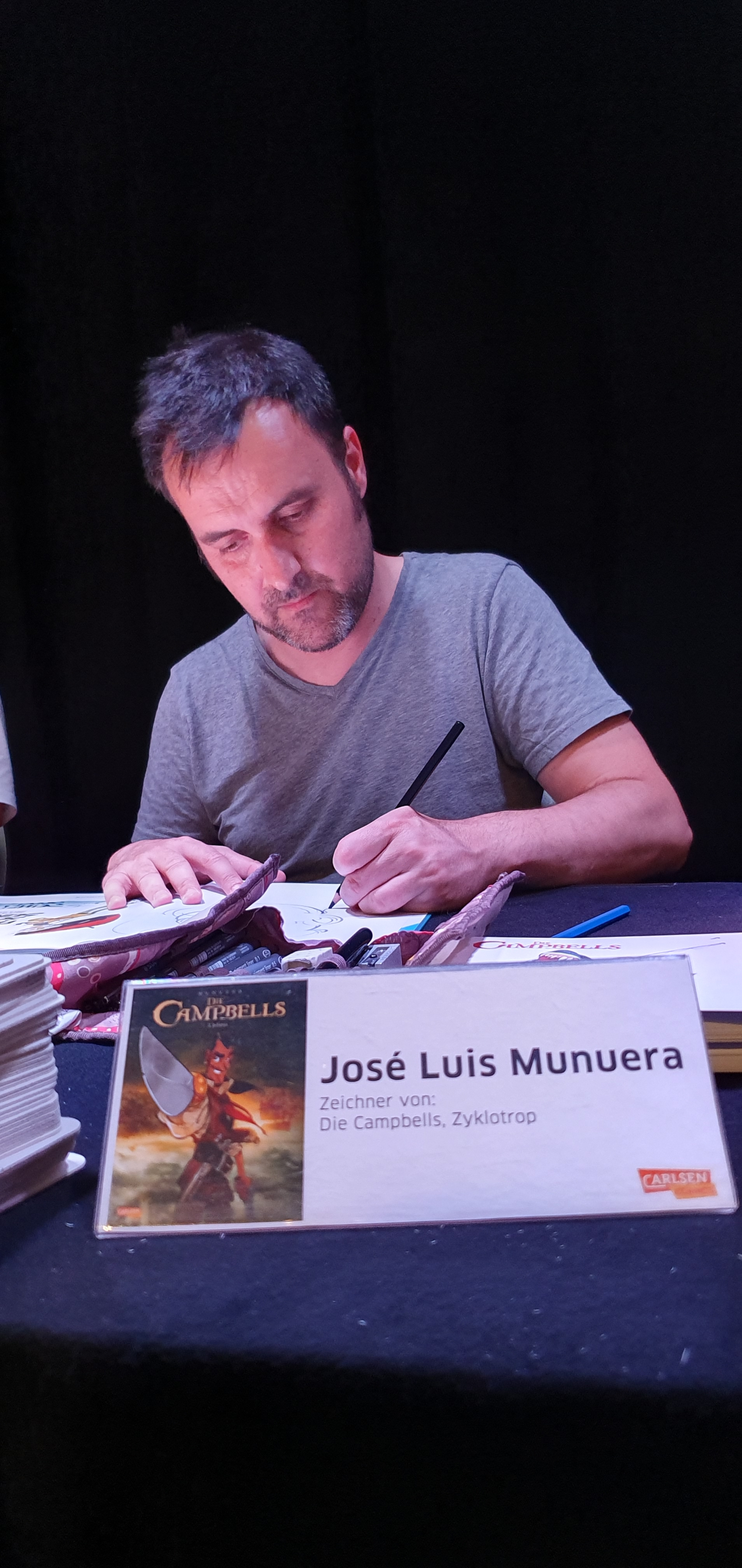
José Luis Munuera en 2019

- Jean-David Morvan (né en 1969) et José Luis Munuera (né en 1972), repreneurs de la série de 2004 à 2008. Après six ans d'interruption, la série revient avec deux nouveaux auteurs plus proches du style de Franquin. Ils innovent avec notamment des histoires faisant référence à toute l'histoire du personnage (contrairement aux précédents auteurs qui ne faisaient allusion qu'aux albums de Franquin) et des graphismes évoquant les mangas. Toutefois, les ventes baissent et les critiques sont très mitigées. Le duo voit la série lui être retirée malgré une tentative de collaboration avec Yann Le Pennetier, qui ne suffit pas à empêcher le retrait.

47. Paris-sous-Seine (2004)
48. L'homme qui ne voulait pas mourir (2005)
49. Spirou et Fantasio à Tokyo (2006)
50. Aux sources du Z (2008), scénario de Jean-David Morvan et Yann Le Pennetier

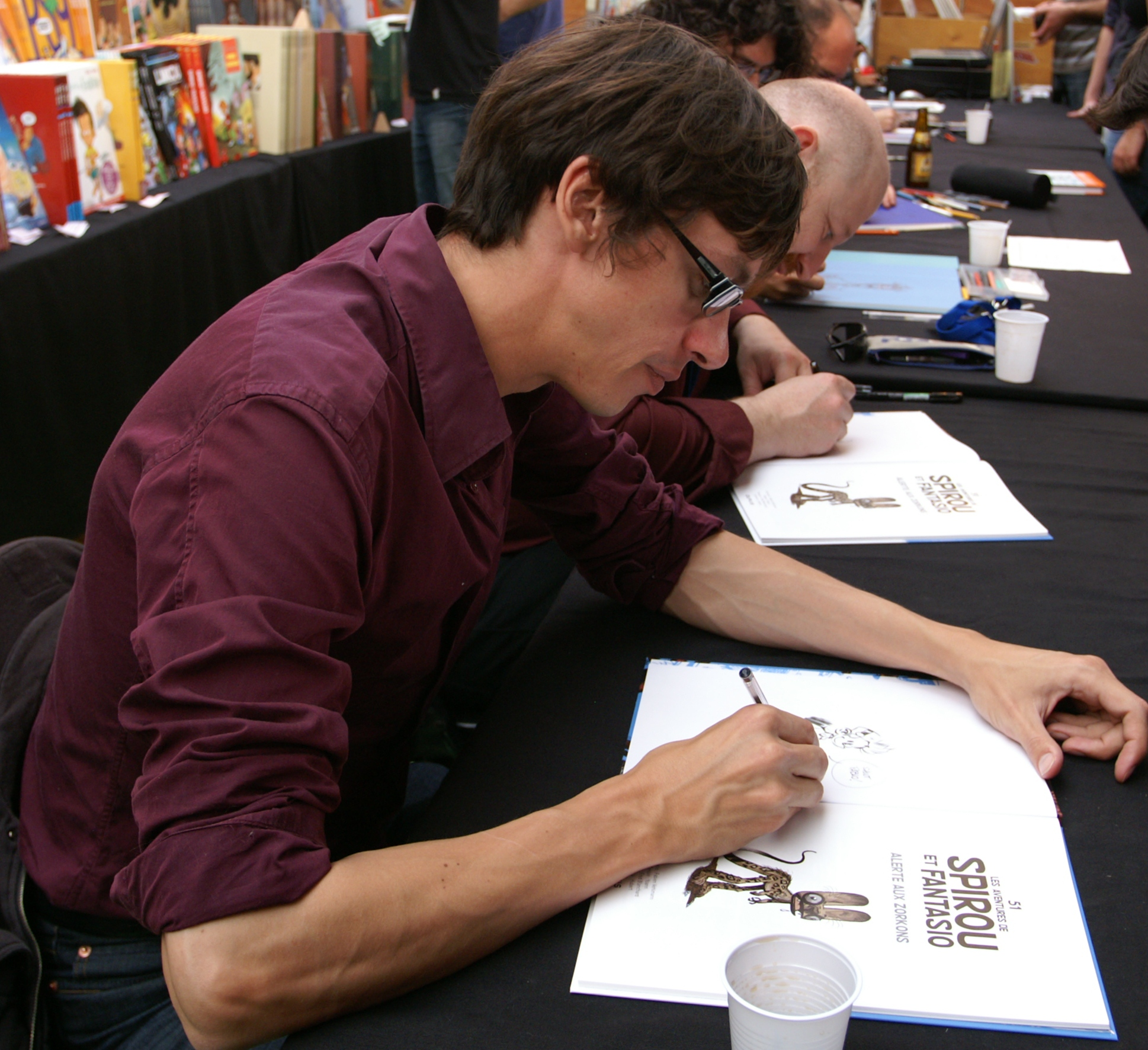
Vehlmann en 2010. Yoann, moins visible, est en arrière-plan.

- Fabien Vehlmann (né en 1972) et Yoann Chivard (né en 1971), repreneurs de la série depuis 2010. Leurs albums, plus traditionnels que ceux de leurs prédécesseurs, font retrouver à la série le succès commercial et critique.

51. Alerte aux Zorkons (2010)
52. La Face cachée du Z (2011)
53. Dans les griffes de la Vipère (2013)
54. Le Groom de Sniper Alley (2014)
55. La colère du Marsupilami (2016)

## Trios d'auteurs

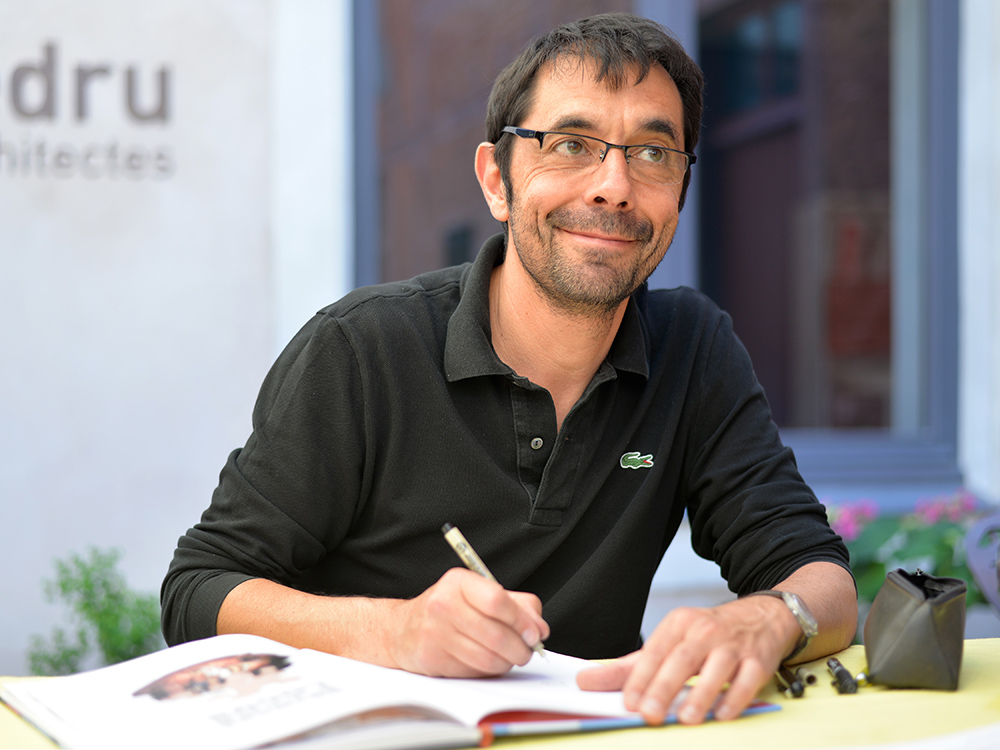
Le dessinateur Olivier Schwartz en 2014

- Sophie Guerrive, Benjamin Abitan (nés en 1983) et Olivier Schwartz (né en 1963) sont annoncés comme repreneurs de la série en 2021.

56. La Mort de Spirou (2022)
57. La Mémoire du Futur (2024)